# 라이베리아의 역사
라이베리아의 역사에 대해 설명한다.
라이베리아는 노예해방으로 자유가 된 미합중국 출신 아프리카계 미국인 노예들에 의해 세워졌다. 노예제도 폐지의 '해결책'으로서 젊은 정치인 토머스 제퍼슨이 미국 밖에 새로운 나라로 자유가 된 흑인들을 이주시키는 '식민지화'를 제안했었다. 미국에서 흑인들을 데려와 아프리카 식민지에 나라를 세우는 정책이었다. 이 결과 라이베리아가 세워졌다. 시에라리온은 영국에 의해 라이베리아와 같은 목적으로 나라가 세워졌다.

## 초기

### 토착 민족
12세기와 16세기 사이 북쪽과 동쪽으로부터 이주해온 라이베리아의 많은 토착 민족이 있을 거라 믿어진다. 후에 라이베리아가 되었던 서아프리카 지역은 16세기에 현재 코트디부아르의 내부와 가나 출신 말리언 전사인 마네 족에 의해 침략당했다. 마네족은 정복된 영토를 분할했고 그들의 부족 중에서 추장을 뽑았다. 최고의 추장은 그랜드 케이프 마운트 지역에 거주하였다.
마네족이 그 지역을 정복한 뒤 그랜드 케이프 마운트 지역으로 바이 족의 이주가 있었다. 이주한 곳은 말리 제국의 일부였고 제국이 14세기에 무너질 때까지 이주가 강요되었다. 바이족은 연안지역에 이주하기로 결정했다.
크루 족은 그들의 지역으로 바이족 이주를 반대했다. 마네족과 크루족의 동맹은 바이족의 그이상의 이주를 멈추게 할 수 있었다. 바이족은 (현재 로버츠포트 시가 위치한 곳인) 그랜드 케이프 마운트 지역에 살아남았다. 크루족은 유럽인들과 무역할 뜻을 비췄다. 처음에 크루족은 비-노예 상품으로 무역했지만 후에 노예 무역에 있어 활발한 참가자가 되었다. 크루족 무역업자들은 또한 놀라운 무역의 형태를 착수했다. 크루족 무역업자들과 그들의 카누가 유럽의 배에 탑승해서 해안을 따라 무역에 착수했을 것이다. 어떤 동의한 곳에서 크루 무역업자들과 그들의 카누가 배에서 하선해서 노를 저어 나갔을 것이다. 크루족 노동자들은 농장에서 건설에 있어 돈을 받는 노동자로서 일을 하기 위해 남겨졌고, 심지어 몇몇은 수에즈 파나마 운하 현장에서 일했었다.
그 지역에 또 다른 부족 무리는 글레보 족이었다. 글레보 족은 마네족 침략의 결과로서 후에 라이베리아가 된 해안으로 이주 당했다.

### 유럽의 탐험가들과 무역업자들과의 접촉

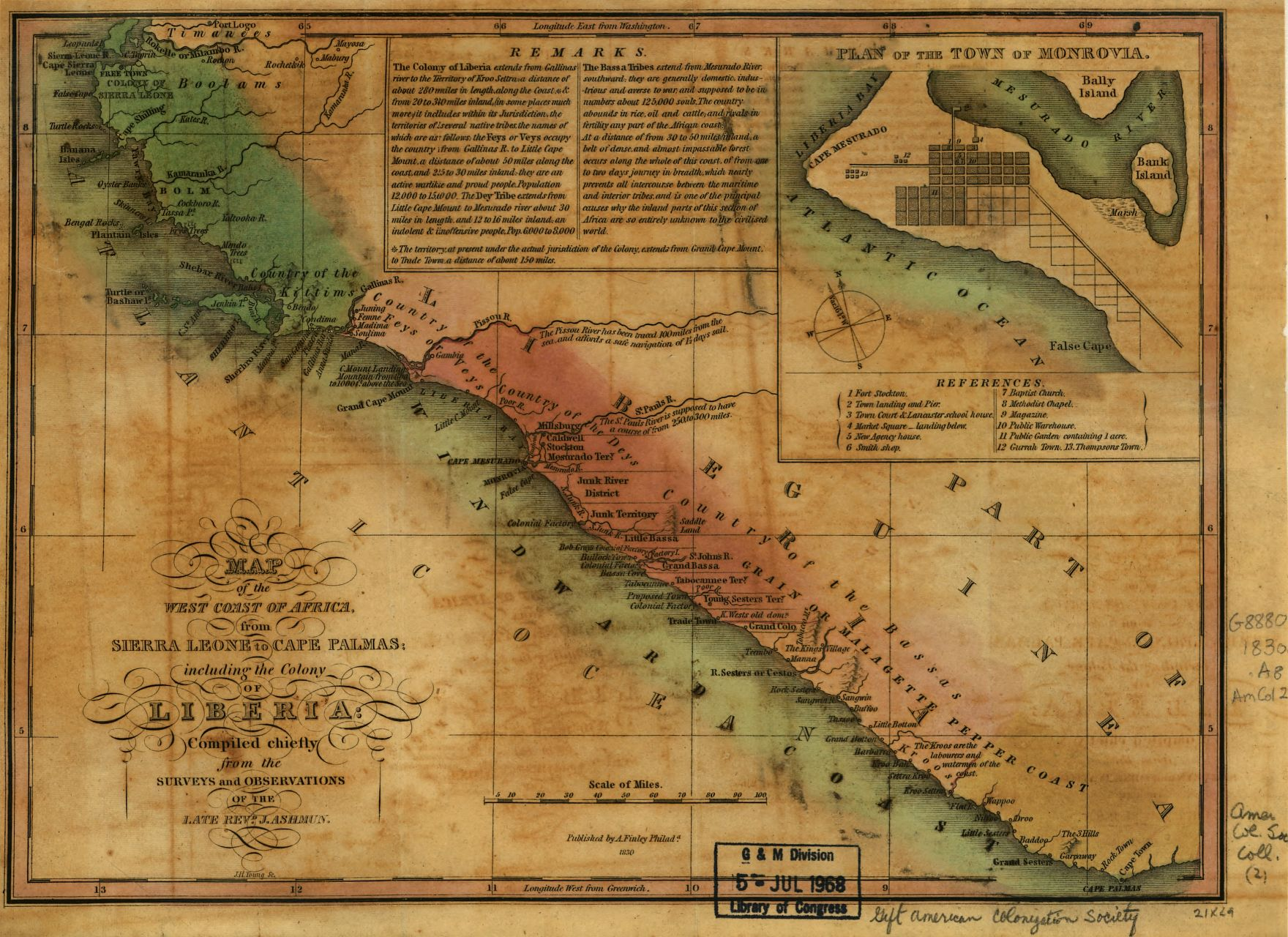
1830년 서아프리카 해안의 지도

포르투갈의 탐험가들은 기니아 생강의 풍부함 때문에 1461년 "라이베리아"로서 뒤에 알려진 그레인 코스트와 접촉을 했었다. 1602년 네덜란드의 탐험가들이 그랜드 케이프 마운트에 교역소를 세웠지만 1년뒤에 파괴되었다. 1663년 영국의 탐험가들이 그레인 코스트에 교역소를 설치했다. 1821년 자유가된 미국 노예들의 도착 전까지 그레인코스트를 따라 비-아프리카인에 의한 알려진 정착이 더 이상 발생하지 않았다.

## 식민지 (1821년 ~ 1847년)
1800년대부터 자유가 된 아프리카계-미국인 노예들을 위해 아프리카에 식민지를 세우기 위한 생각과 계획을 생각했었다. 1821년과 1847년사이 구입과 정복의 결합에 의한, 미국인 '사회'가 1847년 독립국가를 선언했던 식민지 '라이베리아'를 발달시켰다.

### 식민지화의 첫 번째 생각
미국 혁명의 기간 초기, 미국 사회의 많은 백인 구성원들은 자유인으로서 "그들의" 사회안에 살 아프리카계 미국인들을 위한 어떤 방법도 찾을 수 없었다. 그들은 육체적으로나 정신적으로 백인들에비해 열등하다고 흑인들을 간주했거나 균형잡힌 융화를 위한 넘을 수 없는 장애물로서 인종주의와 사회적 분극을 목격했기 때문이다. 노예제도 폐지의 '해결책'으로서 젊은 정치인 토머스 제퍼슨이 미국 밖에 새로운 나라로 자유가 된 흑인들을 이주시키는 '식민지화'를 제안했었다.

### 증가하는 자유 흑인들의 수
1783년 후 혁명 전쟁에 의해 불꽃튀었던 노예해방 시도와 미국의 북쪽주들에 노예제도 폐지 때문에 자유 흑인들의 신분이 확장되었다. 1800년과 1802년 성공하지 못했으며 잔인하게 제압당한 가브리엘의 폭동이라고 부르는 노예 폭동이 버지니아주에서 발생했다. 남쪽 주의 미국인들은 자유 흑인들이 노예들을 달아나게 하거나 반란을 일으키게 장려할지 몰라 두려워했다. 그동안 미국에 자유 아프리카계 미국인들의 수가 꾸준히 증가하였다. 1790년 거의 4백만 미국인구와 전체 80만 흑인 인구중 59,467명의 자유 흑인들이있었다. 1800년에 와서 7천2백만 인구에 108,378명의 자유 흑인들이 있었다. 이 요소들은 상당히 자유 흑인들 '문제'의 '해결책'으로서 식민지화 발상의 통속성에 영향을 끼쳤다.

### 시에라리온
1787년 영국은 런던으로부터 블랙 푸어 (영어:black poor) 와 다른 노예들을 현재 시에라리온 식민지 프리타운안에 노바 스코티아에 정착시켰다. 미국인 폴 쿠페는 미국 밖 이 영국 식민지에 아프리카계-미국인을 데려오는게 실용적인 선택으로서 보였다. 몇몇의 의회 멤버와 영국 관리로부터 지원을 받고 1816년 그는 프리타운에 그의 자신의 비용으로 38명의 흑인들을 데려왔다. 다음 항해는 1817년 쿠페의 죽음에 의해 일어나지 않게 되었다.

### 메주라도 곶
같은 기간에 버지니아의 정치인 찰스 F.머서와 뉴저지 출신 장로교회 목사 로버트 핀레이의 시작으로 1816년 미국식민사회가 미국 정치인, 상원의원, 다양한 종교 지도자들에 의해 워싱턴 D.C.에 설립되었다. 1820년 1월부터 미국식민사회는 뉴욕에서 서아프리카까지 배를 보냈고, 88명의 자유 흑인 이민자들과 3명의 백인 미국시민사회 직원들이 탑승한 첫 번째가 배가 정착할 적당한 땅을 찾고있었다. 여러번의 시도와 고난 끝에 1821년 12월 미국 식민사회 대표들은 그 지역 지배자 피터왕으로부터 현재 몬로비아 가까이 36마일의 좁고 긴땅인 메주라도 곶을 사는 데 성공했다. 그것을 시작으로, 그 식민지 개척자들은 말린케 족 같은 토착 주민들에게 공격을 받았으며 질병, 거친 기후, 음식과 의료의 부족, 초라한 주택 조건으로부터 괴로워했다.

### 확장
1835년까지 미국 정부에 의해 한 개, 같은 서아프리카 해변에 모두, 5개이상의 식민지가 미국식민사회와 다른 미국 사회에 의해 시작되었다. 메주라도 곶에 첫 번째 식민지가 내륙뿐만아니라 그 해안을 따라 확장되었고 1824년 수도 몬로비아를 갖춘 라이베리아로 명명되었다. 1842년까지, 다른 미국 식민지들중 4개가 라이베리아로 합병되었고, 하나는 원주민들에 의해 파괴되었다. 토착 주민들보다 약간 덜 '흑인'에서부터 거의 '백인'까지 다양한 아프리카계-미국인 혈통의 구성원들은 아메리코-라이베리아인들로서 곧 나타났다.

### 아메리코-라이베리아인들에게 지배력을 넘겨줌

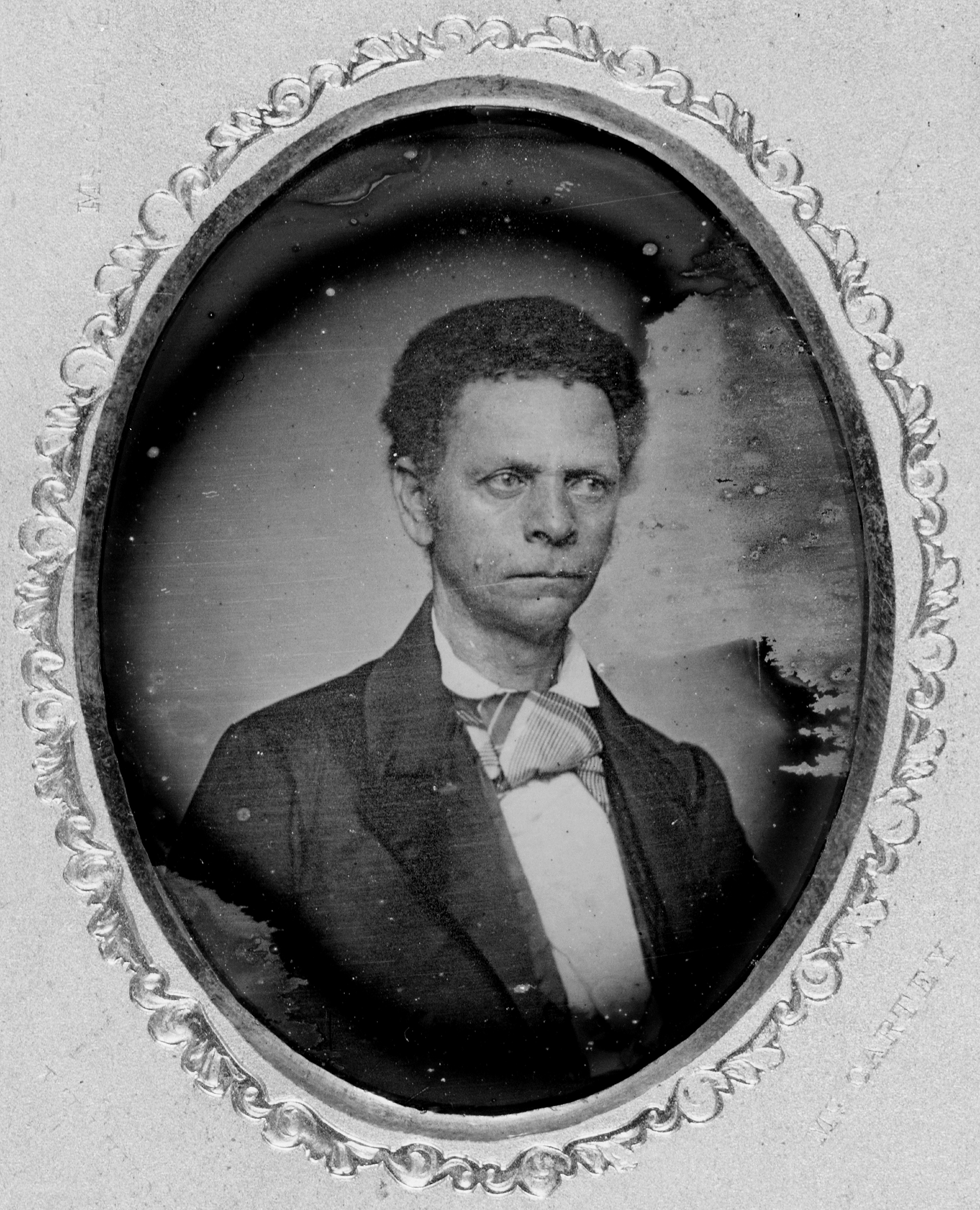
조셉 제킨스 로버츠, 통치자이자 첫 번째 대통령.

식민지 라이베리아가 확장했고 더 자급자족이 되어감에 따라, 미국식민사회 출신 백인 행정관들은 아메리코-라이베리안인들에게 식민지 운영권을 점점더 넘겨주었다. 1841년 J.J 로버츠는 1839년에 라이베리아 연방으로 개명했던, 라이베리아의 최초의 흑인 통치자기 되었다. 1840년대까지, 라이베리아가 재정적으로 짐이 되어감에 따라 미국식민사회는 사실상 파산되었다. 1846년 미국식민사회는 아메리코-라이베리아인에게 그들의 독립을 선언하도록 지도했다. 1847년 로버츠는 식민지를 라이베리아 자유 독립 공확국으로 선언했다. 그 당시 약 3000명의 정착자들로 계산된다. 헌법은 토착 라이베리아인들에게 투표할 권리를 거부하는 미국의 선을 따라갔다.

## 아메리코-라이베리아인지배 (1847년 ~ 1980년)
1847년과 1980년사이, 라이베리아 주가 아프리카계-미국인 식민지 개척자의 소수에 의해 다스려졌고 모두 아메리코-라이베리아인들로 불리는 그들의 후손이 라이베리아 인구의 95%의 대다수인 토착민들을 억압한다. 이 시기 라이베리아의 역사는 서로 얽히고 상호 작용하는 다음의 4가지로 기술될 수 있다.
1. 아메리코-라이베리아인들과 토착 주민사이의 관계
2. 미국과 라이베리아 사이의 관계
3. 비-미국 외국의 힘과 라이베리아의 관계
4. 라이베리아의 경제, 산업 그리고 천연 자원

### 아메리코-라이베리아인과 토착주민 사이의 관계
식민지 개척자들과 원주민들 사이의 관계는 라이베리아 시작부터 대립하였고 마침내 1980년 아메리코-라이베리아인 정부를 전복시켰다.

#### 저항
미국인의 정착과 확장에 분개해했던 그 시작으로부터 말린케 부족 같은 그 지역의 원래 거주자들은 1980년까지 상상할 수 있는 모든 형태로 저항을 지속했다.

#### 아메리코-라이베리아인지배와 억압
아메리코-라이베라인들은 아프리카인과 유럽의 선조들의 혼혈이며 토착 원주민 흑인들보다 더 밝은 피부를 지녔으며 결코 라이베리아 인구의 5% 이상을 구성하지 않는다. 이 '미국 출신 흑인들'은 라이베리아에 미국인 사회를 '재창조'했으며 미국 남쪽주의 농장을 닮은 교회와 집을 건설한다. 미국 생활 방식을 채택하며 영어로 말하기를 지속한다. 그들은 토착 주민들과 복잡한 관계로 시작해서 몇몇은 결혼도 했지만 토착민들을 2등시민처럼 취급하고 경명하며 억압한다. 동시에 그들은 이 원주민들을 '개화' 시키려는 시도를 했으며, 그들의 전통사회에 서구의 가치를 부과한다. 몇몇 해안의 부족들은 실로 신교도가 되었으며 영어를 배웠지만 대부분 토착 아프리카인들은 그들의 전통 언어와 지역을 지켰다. 매우 빨리 라이베리아 사회는 아메리코-라이베리아인 최상류층, 그들의 아이를 고등학교와 대학교 때문에 미국에 보내며, 토착 주민을 억압하며, 모든 정치적 경제적 리더쉽으로부터 제외시키는 층으로 정리되었다.

#### 전국 폭동
1878년 아메리코-라이베리아인 이주자들은 어떤 조직화된 정치적 반대도 허락하지 않았던 휘그당에 그들의 정치적 권력을 체계화했다. 1980년까지, 아메리코-라이베리아인들은 단호하게 그들의 권력에 지위를 유지하려고 했고, 그렇게 함으로써 원주민들부터 끊임없는 모반, 폭동, 소요에 직면했다. 이 투쟁에 있어 미국은 적어도 1915년까지 지배층인 아메리코-라이베리아인들 편에 섰었다.
토착주민 폭동 목록:

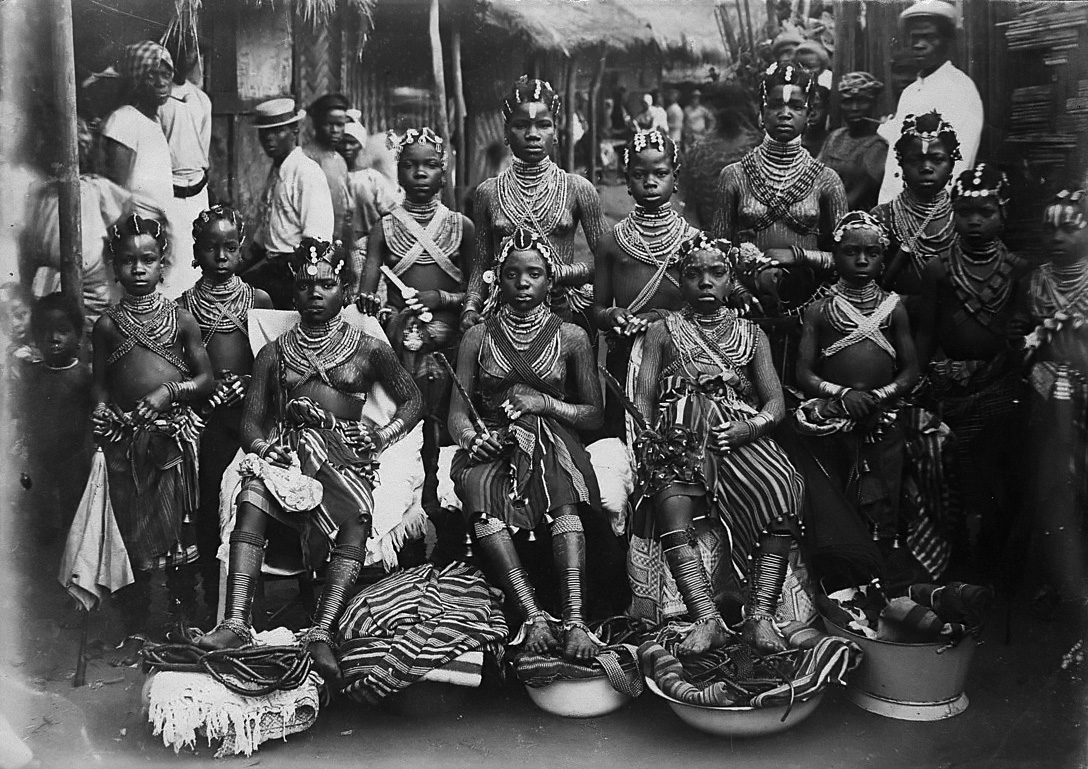
1910년 토착 라이베리아인 여성.

1856년: 그레보와 크루 족과의 전쟁. 마지막 식민지를 인도하는 메릴랜드 공화국이 라이베리아로 결합한다. 1857년 메릴랜드 주로서 라이베리아 속으로 합병되었다.
1864년: 내륙과 해안의 부족들의 봉기
1875년 ~ 1876년: 케이프 팔마에서 전쟁
1886년 경: 반란
1880년대 중반부터 1890년대 후반까지: 몇몇 부족들이 전쟁을 멈추었다.
1893년: 그레보 족이 하퍼로 이주하였다.
1900: 유혈 전투
1915: 크루 족의 폭동
1912-20: 내부 전쟁

#### 국제연맹으로부터 충고
1927년 뒤 국제연맹은 라이베리아 정부가 토착주민을 노예로서 계약 노동자로 팔린다는 고발에 조사를 했다.

#### 사회적 긴장 1940년 ~ 1980년
2차 세계대전동안 수천의 토착 라이베리아인들이 직업을 찾기 위해 라이베리아의 내부로부터 해안 지역까지 왔다. 이주는 라이베리아 정부가 억제를 할 때까지 계속되었다. 1945년 후 10년간, 라이베리아의 정부는 라이베리아 경제를 뒤틀리게했던 제한이 없는 수백만 달러의 외국의 투자를 반겼고 토착민들과 아메리코-라이베리아인들 사이에 적의를 증가시키는 원인이 되었다.라이베리아 정부 세입은 막대하게 증가했지만 정부 관리들에 의해 잘 포장되었다.
사회적 긴장은 1951년 혹은 1963년 (의견이 다르다) 대통령 투브만이 토착 라이베리아인들에게 참정권을 주게 이끌었다. 그러나 투브만은 정치적 반대를 억압하는 것을 지속했고 그는 선거 결과를 바라는 대로 조작했다. 대통령 톨버트 (1971년 ~ 1980년)는 엄격하게 반대를 억압하였다. 1979년에 쌀 가격 상승에 대한 정부 계획의 불만은 몬로비아 거리 곳곳에서 항의 시위를 하도록 이끌었다. 톨버트는 그의 군대가 시위 참가자들에게 총을 쏘도록 명령했고, 이 결과로 70명이 사망했다. 라이베리아 전역에 일어났던 폭동은 마침내 1980년 4월 군대 항명자들에 의한 성공적인 쿠데타를 인도한다.

### 미국과 라이베리아 사이의 관계
(1847년 ~ 1980년) 지배에 있어 133년 동안, 아메리코-라이베리아인 지배 계급은 미국과 복잡한 관계였다.

#### 미국이아메리코-라이베리아인들을 원조하다
적어도 1915년까지 수차례 미국은 토착 부족의 모반과 폭동을 진압하는 데 있어 라이베리아의 지도자들을 도왔다. 1882년과 1919년사이 영국과 프랑스가 위협할 때마다 심지어 미국의 도움으로 라이베리아의 영토의 부분을 병합때조차 미국의 군함은 라이베리아의 독립을 보존하는 데 도움을 주었다. 재정적 위기와 황폐한 영국 은행 대부의 10년뒤, 1906년경 라이베리아는 심각하게 파산했고, 1912년에, 1926년까지 라이베리아의 국가 세입에 관하여 미국, 영국, 프랑스, 독일이 영유를 한다는 동의로 미국은 1,700만 달러의 40년 국제공채로 수습했다.

#### 고무제품
1926년 라이베리아 정부가 라이베리아 하벨에서 세계에서 가장 큰 농장을 시작하도록 미국의 고무 회사 파이어스톤에게 허가 해주었다. 동시에, 파이어스톤은 라이베리아에 5백만달러의 돈을 주었다. 1930년대에 라이베리아는 다시 사실상 파산했고, 나중에 몇몇 미국인의 압박이 국제연맹으로부터 원조 계획에 응하게 했고, 국제 연맹의 두 중요 관리는 라이베리아 정부에게 '충고'하는 적재적소에 배치되었다.

#### 전쟁 연좌
2차 세계대전후, 라이베리아는 1942년에 미국과 방위 조약에 서명했고 그들이 필요로 했던 전시에 전략적인 상품인 천연 고무 공급의 모두를 미국과 그들의 동맹국에게 보증했다. 미군기지와 미국 군인의 수송과 전쟁 공급품의 교두보로서 미국에게 영토를 사용하도록 허락했다. 미국은 공항 (로버츠 필드)의 건설, 몬로비아의 자유무역항, 라이베리아 내부 속에 도로들에 보조금을 지급했다.

#### 냉전, 투자, 개척
2차세계대전 후, 미국은 라이베리아를 냉전 시대때 아프리카를 통하여 추측된 '공산주의의 확산'에 대해 싸울 유용한 출발지로서 보았었고 라이베리아의 대통령은 이 계획에 협조적으로 응했다. 1946년과 1960년 사이 라이베리아는 주로 미국으로부터 자유로운 외국인 투자에 있어 5억달러를 받았다. 라이베리아는 UN에 관한 대부분 문제를 미국과 상의했고 베트남 전쟁에서 미국을 지지했다. 미국은 라이베리아의 군대를 훈련할 영구적 임무를 세웠고 미래의 훈련을 위해 라이베리아의 장교들을 미군에 데려오기 시작했다. 1960년대에 미국은 외교와 지능형 교통신호기를 다룰 연락 시설을 세웠고 그 지역을 방송하고 그 대륙을 통하여 '미국의 소리'를 중계한다.
1962년에서 1980년까지 미국은 라이베리아에 원조 목적으로 2억8천만달러를 기부한다. 라이베리아는 라이베리아의 땅을 미국 부대 시설을 위해 무료로 제공하였다.

### 외국 권력과 라이베리아와의 관계
라이베리아와 유럽 권력 관계는 적어도 1847년과 1943년사이 끊임없이 라이베리아 정부의 안정성에 가장 큰 충격이었다.

#### 의심스러운 교역, 군의 위협
그 시작으로부터 유럽인들은 라이베리아와 상업적인 접촉을 시작하였다. 그러나, 적어도 1856년 ~ 1864년 기간 동안, 유럽의 상인들은 라이베리아의 수입과 수출 세금을 교묘히 피해나갔으며 그들의 정부에 의해 이 행동을 지지받았고, 이렇게 그 새 주의 재정적인 견고함을 악화시키기 시작했다. 1870년까지 라이베리아는 1930년대까지 질질 끌렸던 재정 위기속으로 가라앉았다. 몇 차례, 라이베리아 정부는 엄한 조건으로 영국 여행들로부터 돈을 빌렸다. 1912년 미국은 라이베리아의 무서운 재정 상황을 중재한다.
1878년과 1919년 사이 영국,프랑스,독일은 일부분 라이베아리를 경계로 하는 그들 자신의 식민지 영토를 확장하느라 바뻤고, 라이베리아 군대를 위협하였고, 프랑스와 영국은 그들에게 '그것의' 영토 부분을 양도하라고 라이베리아에게 양동한다. 1892년 라이베리아의 국경은 공식적으로 이 유럽의 열강들과 협상이 되었다. 그 나라의 경계는 공식적으로 1892년이 될 때까지 설립되지 않았었다. 영국과 프랑스는 또한 내부의 라이베리아 반란과 전쟁을 부추겼을것으로 추측된다. 1878년까지 라이베리아 대통령은 더 많은 외국의 무역과 투자를 호출했다.

#### 두 세계 전쟁
독일은 1910년과 1943년 사이 라이베리아의 주요한 무역 파트너였다. 1차 세계대전, 라이베리아는 그럼에도 불구하고 라이베리아를 둘러싼 식민지 영토의 동맹들을 지원할 기미가 보였다. 라이베리아로부터 발을 뺀 독일은 라이베리아 관세입을 혼란에 빠지게 야기시킨다. 1930년대에 독일, 덴마크, 독일과 폴란드 투자가들은 경제 활동을 위한 협약에 서명한다. 2차세계대전에 주로 미국은 라이베리아를 동맹의 편에 서도록 압박했고 1944년에 모든 독일 시민과 상인들을 쫓아낸다. 이것은 라이베리아의 경제를 어지럽혔지만, 미국은 미국의 전쟁에 관련된 프로젝트들에게 1942년에 이미 라이베리아에 충분한 투자를 하고 있었다.

#### 큰 규모의 투자
1945년과 1980년사이 라이베리아를 향한 서 유럽 국가들의 정책이 미국보다 컸었다. 아메리코-라이베리아인 지도자들은 주로 미국에서의 자유로운 수백만달러의 외국인 투자를 환영했었지만 산업화된 유럽으로부터 오는 것 같았다. 많은 서양의 정치인들은 대통령 투브만의 비위를 맞췄다.
라이베리아의 지도자들은 또한 소련과 다른 강국과 관계를 맺었다.

### 라이베리아의 경제, 산업과 천연 자원
1847년과 1980년사이 라이베리아의 경제는 원시 농업, 큰 규모의 고무 산업에서 광물 자원의 개발까지 확장되었다.

#### 농업
토대로부터 라이베리아는 서아프리카에 번창하는 무역교역국이었고 곧 유럽과 무역을 시작하였다. 주요 수출품은 커피, 쌀, 팜유, 팜 열매, 피아사바, 사탕수수, (활엽수) 목재였다. 증기선과의 경쟁으로 1870년대에 쇠퇴할 때까지 조선은 중요하였다. 1870년대에 또한 브라질 커피와 유럽 사탕무로부터 경쟁은 라이베리아 수출에 있어 쇠퇴의 원인이 된다. 라이베리아는 당시에 농업 경제를 크게 현대화 시킬려고 노력했었다. 대통령 가디너 (1873년 ~ 1883년)는 외국의 무역과 투자의 증가를 부르짖었다. 대통령 콜맨 (1896년 ~ 1900년)은 라이베리아의 미래를 라이베리아 내부의 자원 개발에 달렸다고 생각했다. 대통령 깁슨 (1900년 ~ 1904년)은 연합 채광 회사에게 광물 후배지를 조사할 권리를 수여했다. 1차세계대전 동안, 그 당시 라이베리아의 주요한 무역 파트너였던 독일은 라이베리아로부터 발을 빼고 라이베리아 관세 수입을 혼란에 빠지게 하였다. 라이베리아의 독일의 해양 봉쇄는 영국, 프랑스, 미국과의 무역을 거의 제로에 가깝게 떨어뜨리는 원인이 되었다.

#### 고무, 광물
1926년 미국 고무 회사 파이어 스톤은 라이베리아에 세계에서 가장 큰 고무 농장을 시작했다. 이 산업은 25,000의 일자리를 창출했고 고무는 재빨리 라이베리아 경제의 척추가 되었다; 1950년대에 고무는 국가 예산의 40%를 차지했다. 1930년대에 라이베리아는 네덜란드, 덴마크, 독일, 폴란드 투자가들과 양보 협정에 서명했다. 2차세계대전에 고무나는 매우 전략적으로 중요하였고 라이베리아는 모든 천연 고무를 미국과 동맹들에게 보장했다. 또한 라이베리아는 미국이 군인의 운송과 전쟁 공급품, 군사 기지, 공항, 몬로비아의 자유무역항, 내부 도로를 건설하는 거점으로서 허락했다. 미국 군대 존재는 라이베리아 경제를 부양했다; 내부에서부터 해안 지역까지 수많은 노동자들이 내려갔다. 나라의 거대한 철광석 저장소를 접근하기 쉽게 만들었다.

#### 큰 규모의 업적
1946년과 1960년 사이, 라이베리아의 정부는 외국인 투자로 5억달러를 끌어당겼다. 주로 미국이었고, 부분적으로 다국적 기업이었다. 1971년까지 10억달러 이상으로 집계 되었다. 철, 목재, 고무의 수출품이 강력하게 일어섰다. 1971년 라이베리아는 세계에서 가장 큰 고무 산업을 했었고, 철 광석은 세 번째로 큰 수출품이었다. 또한 다른 광물은 국가 수입을 발생시켰다. 1948년부터 배 등록이 커다란 국가 수입의 또다른 새로운 원천이 되었다. 1962년부터 1980년까지, 미국은 라이베리아에 2억8천만달러를 미국 시설을 위하여 라이베리아 땅을 무료로 빌려주는 조건으로 원조를 했다. 1970년대 전체에 걸쳐, 세계 고무값이 떨어졌고 라이베리아 국가경제에 압박이되었다.

#### 대통령 통치 시기
- 1847-56, Presidency Roberts-I
- 1856-64, Presidency Benson
- 1864-68, Presidency Warner
- 1868-70, Presidency Payne-I
- 1870-71, Presidency Roye
- 1871-72, Presidency Smith
- 1872-76, Presidency Roberts-II
- 1876-78, Presidency Payne-II
- 1878-83, Presidency Gardiner
- 1883-84, Presidency Russell
- 1884-92, Presidency Johnson
- 1892-1896, Presidency Cheeseman
- 1896-1900, Presidency Coleman
- 1900-1904, Presidency Gibson
- 1904-1912, Presidency A. Barclay
- 1912-1920, Presidency Howard

세계 1차 대전(1914-18)
- 1920-1930, Presidency King
- 1930-1944, Presidency E. Barclay

세계 2차 대전 (1939-45)
- 1944-1971, Presidency Tubman
- 1971-1980, Presidency Tolbert

## 사무엘 도와 민족 수복 위원회
1980년에 토착 라이베리아인들에 의한 아메리코-라이베리아인 통치의 피로 얼룩진 전복 뒤에, 수복 위원회는 라이베리아 지배권을 넘겨받았다. 내부의 불안, 신군부 통치에 대한 반대, 정부의 억압이 꾸준히 증가했고, 1989년까지 라이베리아는 부족과 내전으로 주저앉았다.

### 쿠데타, 미국과의 관계
사무엘 케니온 도는 크란의 작은 인종 무리의 구성원이자, 라이베리아 군대 상사였으며, 미국 특수 부대에 의해서 훈련받았다. 1980년 4월 12일에 사무엘 도는 대통령 톨버트에 대항하여 쿠데타를 이끌었다. 톨버트와 그의 지지자 26명이 살해당했으며 10일 뒤에 톨버트 내각원 13명이 공개적으로 사형당했다. 이런식으로 아메리코-라이베리아인의 정치적 지배 133년이 끝났다. 사무엘 도는 민족 수복 위원회라 불리는 군부 통치를 수립하였다. 많은 사람들이 권력으로부터 배제당했었던 인구의 대다수가 호의로서 사무엘도의 인계를 환영했다.
사무엘 도는 특히 미국 대통령 로널드 레이건이 1981년 당선된 뒤 재빨리 미국과 좋은 관계를 세웠다. 레이건은 1979년에 2천만달러로부터 7500만 달러까지, 후에 1년에 9500달러로 라이베리아에 대한 재정적 원조를 증가시켰다. 라이베리아는 다시 미국의 중요한 냉전 동맹이 되었다. 라이베리아는 중요한 미국 시설과 투자를 보호하는 데 힘썼고 아프리카에 이른바 소비에트라 불리는 일이 확산되는 것을 방지하려고 했다.
사무엘도는 몬로비아에 리비아 사절단을 막았고 심지어 소련과 외교적 관계를 단절했다. 그는 미국과 미국전개부대를 위하여 라이베리아의 바다와 항공에서 24시간 감시를 할 수 있는 권리를 수여하는 상호방위조약의 변경에 동의했다. 미국은 라이베리아 군대가 강화되도록 관계를 맺었다. 선박회사로부터 상당한 외국인 투자를 가져왔고 라이베리아를 조세 피난처로서 평판을 듣게했던 라이베리아 항구들이 미국,캐나다,유럽의 배들에게 개항되었다.

### 쿠데타 시도의 두려움, 억압
사무엘 도는 1981년과 1985년사이 7차례 쿠데타 시도를 극복했다. 1981년 8월, 그는 토마스 웨 시엔과 다른 4명의 민족수복위원회 멤버들을 사무엘도에 대항하여 의심스러운 음모를 꾸미고 있다는 것으로 체포되었고 그들을 사형시켰다.
그 후 사무엘 도의 정부는 모든 정치적 죄수와 망명자에게 특사를 선언했고 그 해 60명의 정치 죄수가 풀려났다. 곧, 민족수복위원회에 더 많은 내부 균열이 있었다. 사무엘 도는 직면하 쿠데타에 대해 편집증 환자가 되었고, 그의 정부는 점점 타락했고 억압적이 되었으며, 정치적 반대를 금지했고 신문사를 문 닫게 했으며 신문기자들을 감옥에 넣었다.
그는 조직적으로 그의 권위에 도전하는 민족수복위원회 멤버들을 제거하기 시작했고 주요한 위치에 자신의 사람들을 배치했으며 민중의 화를 돋았다. 한편, 경제는 가파르게 악화되었다. 사무엘 도 정부에 대한 대중적 지원이 사라졌다.

### 대통령 선거
다수당의 공화국을 위한 기초 헌법이 1983년 제기 되었고 1984년에 국민투표에 의해 공인되었다. 국민투표 후에, 사무엘 도는 1985년 10월 15일 대통령 선거를 실시한다. 9개의 정치적 정당이 라이베리아 국민 민주당 (영어:National Democratic party of Liberia)에 도전하려고 노력했지만 3개의 정당만이 참여가 허락되었다. 그 선거 전에, 사무엘 도는 그의 적수 50명 이상을 살해했었다.
사무엘 도는 51% 투표로 '당선' 되었지만 선거는 부정 조작되었었다. 외국인 입회인 또한 부정 선거라고 선언했고, 선출된 상대편 후보자들의 대부분은 그들의 의석에 앉은 것을 거부했다. 미국 아프리카 담당 국무 차관보 체스터 크로커는 그 선거는 불완전했지만 적어도 그것은 민주주의를 향한 한 순간이었다고 의회 전에 증명했다. 그는 게다가 어떤 경우에서든지 그의 주장을 정당화시켰으며, 그 당시 모든 아프리카의 선거들은 부정 조작된 것으로 알려진다.

### 억압이 부족의 투쟁속으로 확대된다
1985년 11월 이전의 부사령관 토마스 퀴원크파가 어림잡아 500 ~ 600명 사람들과 함께 권력을 잡으려고 시도했었지만 실패했고 모두 죽임을 당했다. 1986년 1월 6일 사무엘 도는 대통령으로서 선서하였다. 사무엘도는 쿠데타 음모자들의 대부분이 출신인 북쪽에 지오 (혹은 단) 과 마노 같은 부족들에게 탄압을 시작하였다. 이 정부의 확실한 인종 무리들의 학대는 분할과 상대적으로 평화롭게 공존할 때까지 토착 인구 사이에 폭력을 초래했다. 1980년대 후반 재정 긴축이 미국에서 열렸고 공산주의의 위협은 냉전의 약화로 쇠퇴하였으며 미국은 사무엘 도의 정부에게 환멸을 느끼게 되었고 원조를 끊기 시작했다. 이것은 대중적인 분노와 적대 세력과 더불어 사무엘 도의 위치를 불안정하게 만들었다.
그렇지만 대통령 사무엘 도의 크란 족이 북쪽에 님바 주에 있는 부족들을 공격했다; 몇몇 북부 사람들은 아이보리 코스트 국경으로 달아났다;1980년대 후반, 찰스 테일러는 아이보이 코스트에 있는 지오와 마노 족들을 민병대로 모집하며, 1989년 님바 주를 침략했고 1990년까지 부족 전쟁은 사실이었다.

## 첫 번째 라이베리아 내전 1989년 ~ 1997년

### 근원
1980년대 후반 해외에서 사무엘도의 정부에까지 반대가 경제의 붕괴를 이끌었다. 도는 상당한 시간 동안 내부 반대를 억압하여 궤멸시킨 상태였으며, 1985년 11월 또 다른 쿠데타가 실패한 그에 반대하여 시도된다. 도는 쿠데타 음모자가 태어난 곳인, 북쪽에 지오와 마노 같은 부족에 앙갚음하였다. 도의 크란족은 특히 님바에 있는 다른 부족들을 공격하기 시작했다. 상당한 라이베리아의 북쪽인들은 라이베리아 군대로부터 잔인한 취급 때문에 아이보리 해안으로 달아났다.

### 찰스 테일러와 국제 애국 전선 1980년 ~ 1989년
1948년 태어난 찰스 테일러는 어머니 골라와 아메리코-라이베리아인 혹은 아프로-트리다드인 아버지의 아들이다. 1977년에 그는 미국, 매사추세츠에 한 대학에 경제학을 전공하였다. 1980년 쿠데타 후 그는 정부 기금을 횡령하여 고소당한 1983년까지 도의 정부에서 상당한 시간을 일했다. 라이베리아를 달아났던 그는 라이베리아 송환 위임장으로 1984년 메사추세츠에서 체포되었으나 1985년 감옥에서 탈출했다. 아이보리 해안에서 테일러는 거의 지오와 마노 부족 출신인 국제 애국 전선에 반역자 무리를 모은다.

### 전쟁
1989년 12월 NPFL은 라이베리아에 님바 군에 침략했다. 라이베리아 군대가 역습하여 그 지역에 전 인구에 보복을 한다. 1990년 중반, 전쟁은 한 쪽에는 크란 족과 다른 쪽에는 지와 마노 족 사이에 격렬하였다. 양 쪽에 수 천의 시민군이 대학살당하였다.

### 1990년 ~ 1991년
1990년 중반까지, 테일러는 나라의 상당을 지배했으며 6월까지 몬로비아에 공성을 낳았다. 7월에, 요르미에 조슨은 NPFL에서 나와 지오 족에 기반한 INPFL을 세운다. NPFL과 INPFL 둘다 몬로비아에 공성을 지속했다. 유혈이 넘쳐났다. 1990년 8월, 서 아프리카 주 기구인 ECOWAS는 상황을 회복하기 위해 4,000여 병력의 ECOMOG라 불리는 군사 중재 군대를 만들었다. 대통령 도 와 요르미에 존슨 (INPFL)은 이 중재에 동의했으나 테일러는 동의하지 않았었다. 9월 9일, 몬로비아 자유 항구에 있는 ECOMOG의 겨우 설립된 사령부에 방문을 표했던 대통령 도는 INPFL의 콜드웰 기지에 붙잡혀 고문을 당하고 죽었다. 1990년 11월, ECOWAS는 찰스 테일러가 없는 대통령 닥터. 아모스 소위어 하의 임시정부 (IGNU)를, 몇몇의 주요한 라이베리아의 관리들과 동의를 했다. 소위어는 그의 권위를 몬로비아의 대다수 위에 세웠고 나라의 휴지는 당파나 폭력단의 손아귀에 놓이게 했다. 1991년 6월, 이전 AFL 싸움꾼들이 반역자 무리 ULIMO을 구성했고, 1991년 9월 서 라이베리아에 입성해서 NPFL로부터 영토를 얻는다.

### 1993년 ~ 1996년
1993년 ECOWAS는 베닝, 코토누에서 평화 협정을 중개했다. 1993년 9월 22일에, UN은 코토누 협정을 이행하는 ECOMOG를 지원하기 위해 감시 사절 UNOMIL을 설립했다. 1994년 3월, 소이어의 임시정부가 데이비드 D. 크포르마크포르가 수장이었던 여섯 의원의 주 평의회 임시 프레지던시 (대통령 지위)의 뒤를 이었다. 1994년 5월, 새롭게 무장된 전쟁이 일어났고 총을 겨누었다.

## 찰스 테일러 지배와 두 번째 시민전쟁 1997년 ~ 2003년

### 1997년 선거
1997년 7월, 광범위한 협박을 조장했던 찰스 테일러가 75 퍼센트의 득표율로 대통령 선거에서 승리했다.

### 1997년 ~ 1999년
라이베리아에서 유혈사태가 꽤 천천히 일어났지마 끝나지 않았다. 폭력은 번쩍임을 유지했다. 그의 전체 군림 동안, 테일러는 그의 정부에 반대하는 반란과 싸움을 했다. 혐의는 테일러가 다이아몬드에 기대어 그들에게 무기를 파는 시에라리온 같은 이웃하는 나라들에 있는 반란군을 원조하는 것을 지속하게 했다.

### 반역자의 억압, 대통령, 그리고 UN:테일러가 사임하다
2003년 6월, LURD가 몬로비아의 포위를 시작했다. 6월 9일 나이지리아 대통령이 테일러에게 그의 나라로 안전한 망영을 제공했다.

## 최근 사건

### 평화 협정, 과도기 정부 2003년 ~ 2005년
2003년 8월 18일 라이베리아의 정부는 평화 협정에 서명을 했다.

### 2005년 선거
과도기 정부는 2005년 10월 11일 공정하고 평화로운 민주 선거를 준비했다.

### 국제 노동 권리 포럼의 보고
2005년 11월, 국제 노동 권리 포럼은 파이어스톤의 母회사인 브릿지스톤社에 반대하여 외국불법행위배상법 사건을 철했고 하벨에 있는 파이어스톤 농장에서 "노동을 강요했으며, 현대판 노예"라고 강력히 주장했다. 2006년 5월, 라이베리아 국제연합 사절단은 보고서를 발표했다: " 라이베리아 고무 농장에서 인권: 미래를 두드리며" 보고서는 라이베리아 파이어 스톤 농장에 조건에 조사 결과를 상세히 밝혔다.

### 외국 범인의 인도,찰스 테일러의 재판, 브라이언트의 체포
국제적인 압박 아래, 대통령 설리프는 2006년 3월 나이지리아가 찰스 테일러를 넘겨줄것을 요청한다.
2007년 3월, 이전의 임시 대통령 브라이언트는 관직에 있는 동안 정부 기금을 횡령한 혐의로 체포되었다. 2008년 8월, 라이베리아 대법원은 하원에서 이 형사상 소추를 속행하도록 허락했다.

### 2008년
2008년 7월 대통령 서리프 서명아래 라이베리아 법으로 그 죽음 형별을 재도입했다. 그 법은 무장한 강도, 강간, 테러리즘, 납치의 유지로 사형을 인정했다.

## 같이 보기
- 아프리카의 역사
- 라이베리아의 대통령
- 시에라리온의 역사